# Gorica na Medvedjeku
Gorica na Medvedjeku – wieś w Słowenii, w gminie Trebnje. W 2018 roku liczyła 2 mieszkańców.